# 하회탈
하회탈 및 병산탈(河回탈 및 屛山탈)은 국보 121호로 지정된 민속공예류의 장신구 문화유산이다. 경상북도 안동시 하회마을과 병산마을에서 현존하여 이어지고 있어 지어진 이름이다. 가장 원류에 해당하는 하회탈은 현재 국립중앙박물관에 보존되어 있으며 그 종류는 각시탈 등 크게 11가지이다. 하회별신굿탈놀이의 상연에 이용된다. 1964년 3월 30일 대한민국의 국보 제121호로 지정되었다.

## 하회탈의 역사

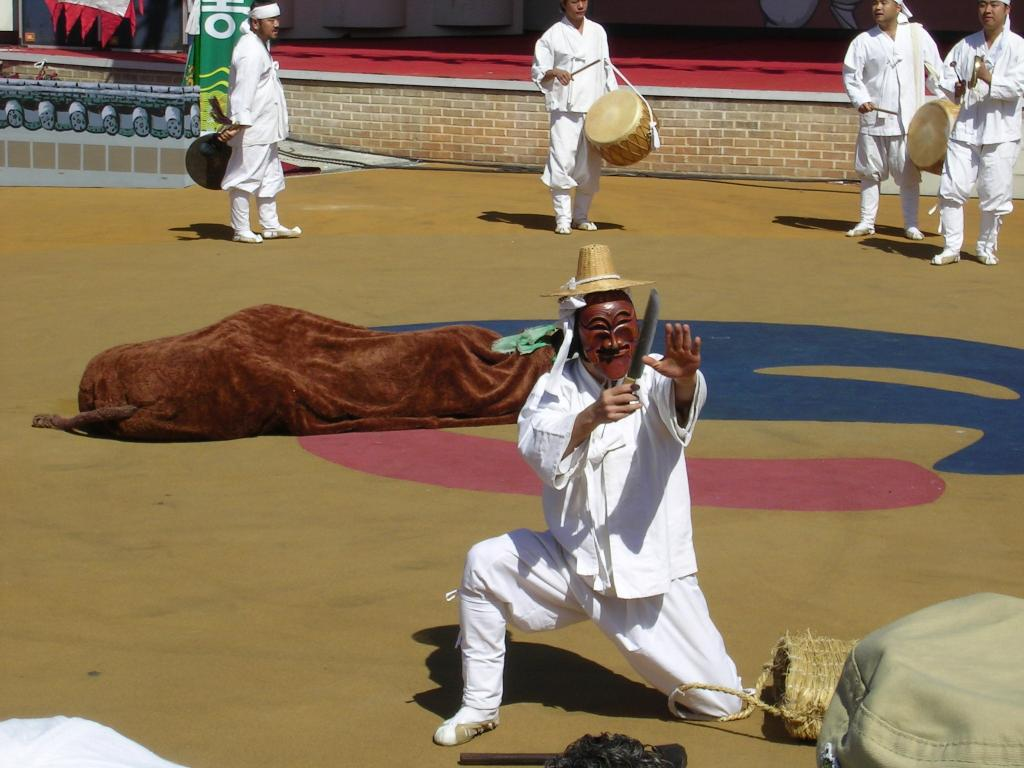
안동 국제 탈춤 페스티벌

하회마을에서 만들어져 전해지고 있는 하회탈의 구체적인 탄생에 대해서는 파악하기 어렵다. 다만 오래전부터 구전으로 허도령이 탈을 만들어 이어오고 있다는 말이 있다. 하회마을 자체 기록에 따르면 허씨 일가가 안씨가 들어오기 전에 이곳에 살았고 그 후인 조선 전기에 유씨 일파가 들어와서 살게 되었다고 한다. 이를 토대로 문화재청에서는 고려 중기 때부터 탈이 생겨나기 시작한 것으로 보고 있다.
당시 주민들은 마을을 지키는 수호신을 경배하고자 매년 정월대보름 즈음에 탈놀이를 하며 하회별신굿탈놀이를 했다. 일반적으로 한반도에서 행해졌던 탈놀이는 대개 놀이가 끝나면 탈을 다 태우는 것으로 일단락 됐지만 하회탈의 경우에는 다루는 법과 보존에 있어 엄격했으며 함부로 다루는 일은 용납되지 않았다.이처럼 탈을 훔쳐가거나 용도 외의 사용하면 큰 처벌을 받겠되었다고 한다

## 가치
하회탈은 한국인의 얼굴로 칭송될만큼 조형예술의 가치가 뛰어나다. 한반도에서 나타난 탈의 경우 대개 바가지나 종이로 만들어 오래 보존되지 않거나 현재까지 파악되지 못하는 경우가 많다. 그러나 하회탈은 드문 형태의 목조탈이기에 형태를 유지해 지금까지 알려질 수 있었으며 분장 도구로서 뛰어난 작품임을 표현한다.
하회탈은 별신굿 놀이에서 빠질 수 없는 도구로서 양반사회를 비판하고 꾸짖는 역할을 수행했으며 일반 평민을 대상으로 하여 크게 성행했다.

## 개별 역할
하회탈은 11가지 종류가 있다. 주지 2개, 각시, 중, 양반, 선비, 초랭이, 이매, 부네, 백정, 할미 등이 있다. 이름에 맞춰 탈이 표현하는 행위도 달라진다. 주지라는 것은 탈놀이 본연의 목적에 해당하는 것으로서 악귀를 쫓는 부적과 같은 역할을 한다. 총각 등 4종류의 탈이 더 있다고는 하지만 현재 유실되어 파악이 불가능하다. 양반탈과 선비탈은 좌우 대칭형이지만 하인 초랭이의 탈은 입이 비뚤이로 좌우 비대칭이다. 그러나 민중의식이 성장하면 이 설정이 역전되어 하인 말뚝이의 탈은 정상적인 대칭형이고, 양반의 탈은 비정상적인 비대칭이 된다.
할미는 한평생 고단히 살아온 자신의 한을 풀려는 몸짓을 베틀로 대신하며 부네는 가는 눈썹과 오똑한 코, 조그마한 입으로 전통 사회의 미인상을 새겨놓았다. 대개 첩으로 나타난다.
양반, 선비는 대개 자신을 과시하거나 학문을 뽐내려는 캐릭터로서 허풍이 많다. 이를 풍자하고 해학을 주는 탈이 초랭이이다. 이매는 턱이 없는 가면으로서 길고 가늘게 축 쳐진 눈웃음이 인상적인 탈이다. 바보같은 선비의 하인 역을 한다.
백정은 미간의 혹과 넓고 큰 콧방울과 널찍하고 힘센 턱으로 백정의 완력이 대단함을 표현했다. 실눈과 약간 미소 짓는 입은 심술궂고 잔인한 성격을 드러낸다.
중탈은 주홍색 안면에 큰 혹이 미간에 솟아 있고, 두 개의 실눈을 위로 부릅뜨고 인중과 코 끝을 위로 추켜올리며 입을 크게 벌리며 웃는다. 이는 교활한 인상을 풍긴다.
이매는 절름발이가 되어 관객을 웃기는 바보 역할을 한다. 유식하고 출중한 사대부와 대조되는 무식하고 어리석고 결함을 지는 하인상으로 설정되어 있기 때문이다. 실눈이고 눈썹도 부드러운 곡선이지만 코끝이 떨어져 나가고 턱도 분실되었다.

## 참고자료
- 안동 하회탈 및 병산탈 - 국가유산청 국가유산포털
- 사이버 하회동 탈 박물관
- 안동대학교 안동문화연구소, 사계절출판사, 1999.《하회탈과 하회탈춤의 미학》